# 45-ös busz (Pécs)
A pécsi 45-ös jelzésű autóbusz egy ideiglenes járat volt a Főpályaudvar és Kopács utca között 2003 és 2005 között. Létrehozásának oka, hogy a vasút feletti gyalogos felüljáró veszélyessé vált, és a sínektől délre fekvő területek gyalogosan szabályosan csak nagy kerülővel voltak megközelíthetők. A felújított gyalogos felüljáró átadásával megszűnt a vonal.

## 45-ös járat korábban
Az 1987-es számozási rendszer előtt 45-ös jelzéssel járat közlekedett Főpályaudvar és Széchenyi-akna között (napi 1 pár, az 50-es járat betétjárataként, M45-ös jelzéssel István-akna és Kossuth tér között napi 3 pár járat (mindkettő a mai Hársfa úton közlekedve), és M45Y járat István-akna és Ezeréves között napi 2 pár – mindhárom járat csak munkanapokon közlekedett.

## Útvonala
| Kopács utca felé | Főpályaudvar felé |
| --- | --- |
| Főpályaudvar, Indóház tér – Vasút utca – Kálvin János utca – Árpád híd – Siklósi út – Siklósi út betétút – Diófa utca – Verseny utca – Laskó utca – Kopács utca | Kopács utca – Verseny utca – régi Bajcsy-Zsilinszky utca – Siklósi út betétút – Siklósi út – Árpád híd – Ipar utca – Kálvin János utca – Vasút utca – Főpályaudvar, Indóház tér |

## Megállóhelyei
| 45 (Főpályaudvar – Kopács utca) |                         |          |                                              |               |
| Perc (↓)                        | Megállóhely             | Perc (↑) | Átszállási kapcsolatok a járat megszűnésekor | Létesítmények |
| 0                               | Főpályaudvar végállomás | 4        |                                              | Főpályaudvar  |
| ∫                               | Ipar utca               | 2        | 3                                            |               |
| 5                               | Kopács utca végállomás  | 0        |                                              |               |